# Lázaro Martínez (Sprinter)
Lázaro Martínez Despaigne (* 11. November 1962 in Havanna) ist ein ehemaliger kubanischer Leichtathlet, dessen Spezialstrecke der 400-Meter-Lauf war.

## Sportliche Erfolge
Martínez nahm an den Olympischen Sommerspielen 1992 teil und gewann mit der 4-mal-400-Meter-Staffel seines Landes die Silbermedaille. Gemeinsam mit Héctor Herrera, Norberto Téllez und Roberto Hernández musste sich Martínez in 2:59,51 Minuten nur dem US-amerikanischen Team um Michael Johnson geschlagen geben.
Bei den Leichtathletik-Weltmeisterschaften 1987 in Rom hatte Martínez gemeinsam mit Leandro Peñalver, Agustín Pavó und Roberto Hernández in nationaler Rekordzeit von 2:59,16 Minuten hinter den Teams der USA und Großbritanniens eine Bronzemedaille in der gleichen Disziplin gewonnen.

## Persönliche Bestleistung
- 400-Meter-Lauf – 46,12 min (1991)

## Sonstiges
Bei einer Körpergröße von 1,80 Metern betrug Martínez’ Wettkampfgewicht 75 kg.